# Bjørnar Moxnes
Bjørnar Moxnes, född 19 december 1981 i Oslo, är en norsk politiker som 2012–2023 var partiledare för Rødt. Han är representant i Stortinget för Rødt. 
Moxnes avgick som partiledare efter att han stulit ett par solglasögon i en butik på Gardermoens flygplats. Han erkände stölden och fick ett strafföreläggande i juli 2023. 